# Horní Kaliště
Horní Kaliště (německy Ober Gallitsch) je zaniklá ves a katastrální území (kód KU.629006) na západním okraji území obce Dolní Dvořiště v okrese Český Krumlov.

## Historie
První písemná zmínka o této vesnici pochází z roku 1379. Od zavedení obecního zřízení v polovině 19. století byly Horní Kaliště samostatnou obci. Za první československé republiky do ní spadaly vesnice Dolní Kaliště, Morašov. Přibyslavov, Rybník, Sosnice, Svitanov a Žibřidov. V roce 1921 zde stálo 28 domů a žilo zde 203 obyvatel, z toho 4 Češi a 197 Němců. V letech 1938 až 1945 bylo Horní Kaliště v důsledku uzavření Mnichovské dohody přičleněno k nacistickému Německu. V 50. letech 20. století zde bylo JZD, později ves zanikla.